# Zhejiangköket

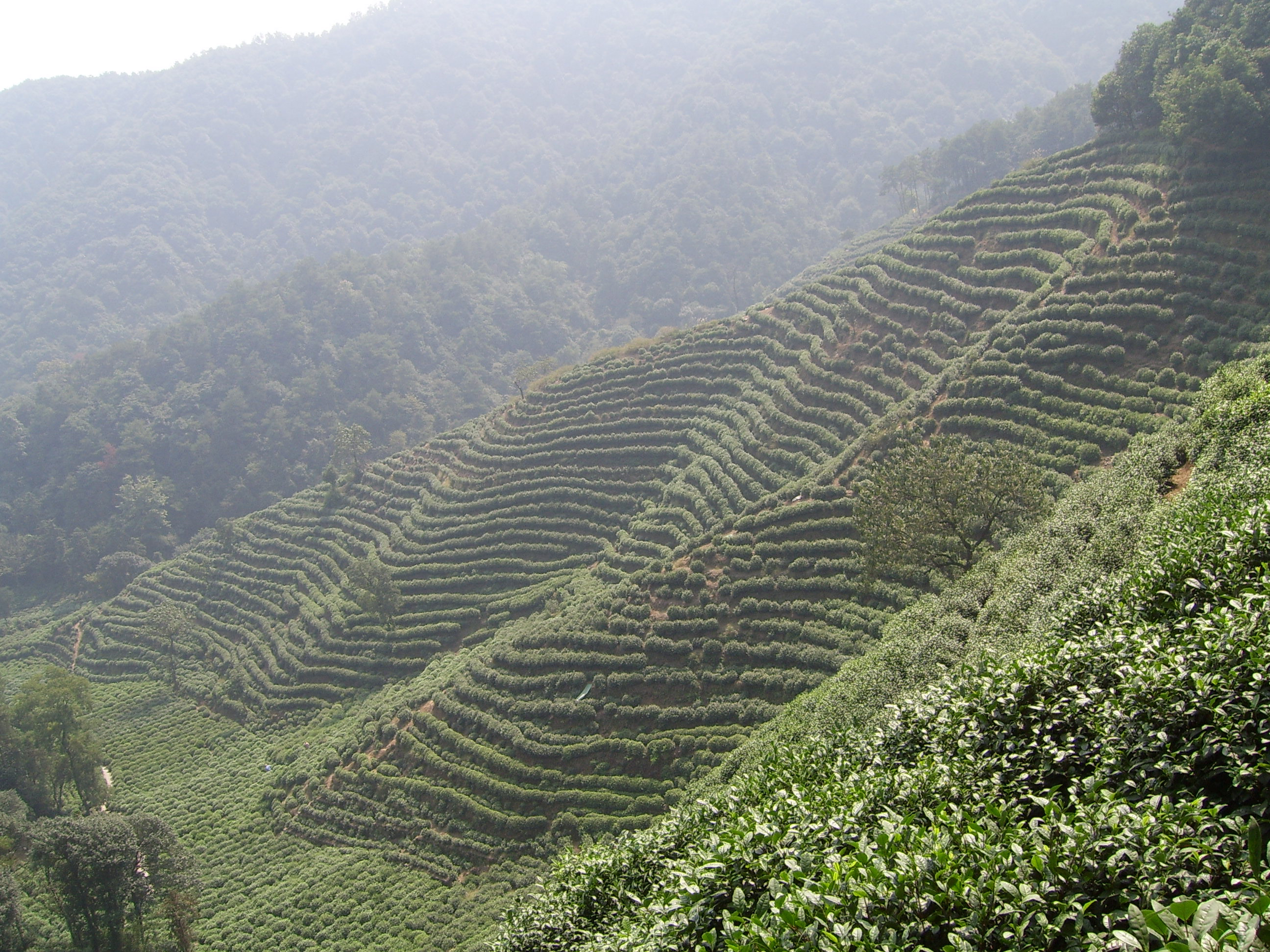
Teplanteringar i närheten av staden Hangzhou.

Zhejiangköket (浙菜, zhècài), alternativt kallat Zheköket, är ett av Kinas åtta stora kök. Maten från provinsen med samma namn är själva riktmärket, och speciellt den från huvudstaden Hangzhou. Jinhuaskinkan är en berömd produkt i Zhejiangköket.
Det härstammar från den traditionella matlagningen i  Zhejiangprovinsen, som ligger söder om Shanghai och är centrerat runt Hangzhou, en av Kinas historiska huvudstäder. I allmänhet är inte Zhejiangköket oljigt, utan har en frisk och mjuk smak och mild doft.

## Stilar
Zhejiangköket består av minst tre stilar, som var och en härstammar från en stor stad i provinsen:
- Hangzhou-stil: Denna stil karakteriseras av rika variationer och användning av bambuskott. Den serveras på restauranger som Dragon Well Manor.[3]
- Shaoxing-stilen: Specialiserad på fjäderfä och sötvattenfisk.
- Ningbo-stilen: Specialiserad på skaldjur, med tonvikt på färska och salta rätter.

Hangzhou-stilen har delvis påverkats av Wenzhou-stilen, som en underavdelning, genom sin närhet till Fujianprovinsen. Wenzhou-stilen karakteriseras av stor användning av skaldjur liksom fjäderfä och nötkött.

## Övrigt
Köket ståtar också med det mest berömda gröna teet, Drakkällans te (龙井茶 lóngjǐng chá).